# Jan Gissberg
Jan Gissberg (Stockholm, 13 augustus 1948) is een Zweeds striptekenaar, animator en filmregisseur.

## Biografie
Gissberg studeerde aan de kunstacademie in Stockholm en richtte zich na zijn opleiding op tekenfilms. Tijdens zijn loopbaan werkte hij veel samen met filmproducent Stig Lasseby. Hij bracht zowel films als tv-series voort.
Zijn films werden ook buiten Zweden vertoond. Bijvoorbeeld verscheen Pelle Svanslös uit 1981 in het Nederlands onder de titel Pietje Kortstaart. Verder kwamen in het Engels Pelle Svanslös i Amerikatt uit 1985 uit als Peter-No-Tail in Americat en Kalle Stropp och Grodan Boll på Svindlande Äventyr uit 1991 als The Adventures of Kalle Stropp and the Frog Ball en in het Nederlands als Kalle Strop & Grodan Boll.
Verder is hij een van de bekendere schrijvers achter de 91:an comic book, waarvoor hij onder meer meeschreef aan het coververhaal. Ook tekende hij mee aan de serie Lilla Fridolf en was hij samen met Magnus Knutsson een van de tekenaars achter Aron Rapp uit de jaren zeventig.

## Filmografie
- 1973 - Totte (speelfilm: regie)
- 1981 - Pelle Svanslös (speelfilm: regie, storyboard, tekenfilm)
- 1982 -  Sjörövarfilmen (korte film: regie, tekenfilm)
- 1982 - Kattresan (korte film: regie)
- 1984 -  Bill och hemliga Bolla (korte film: regie, tekenfilm)
- 1985 - Pelle Svanslös I Amerikatt (speelfilm: regie, tekenfilm)
- 1990 - I skog och mark (tekenfilm)
- 1991 - Kalle Stropp och Grodan Boll på Svindlande Äventyr (speelfilm, tekenfilm)

- Bibsys: 90669354
- Bibliothèque nationale de France: cb141016312 (data)
- Gemeinsame Normdatei: 1200508874
- International Standard Name Identifier: 0000 0000 5448 3838
- Nederlandse Thesaurus van Auteursnamen: 067827063
- LIBRIS: 188282
- Système universitaire de documentation: 19778481X
- Virtual International Authority File: 4899903
- WorldCat: E39PBJrrBBpKMhghjJqtxXg7pP